# Abiotický faktor

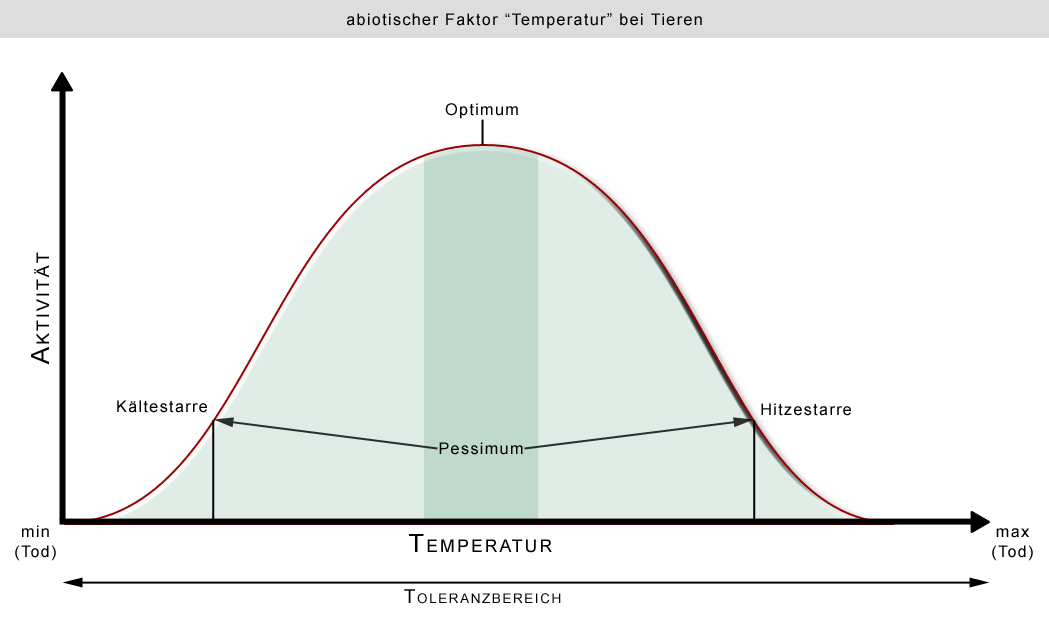
Graf zobrazující závislost aktivity studenokrevných živočichů na okolní teplotě

Abiotický faktor prostředí je označení pro faktor v životním prostředí, který nesouvisí s živými organismy (není a nebyl jejich součástí). Obvykle se k těmto faktorům počítá podnebí, ovzduší, voda a vlhkost, teplota, světlo, proudění, salinita a koncentrace dalších chemických prvků. Někdy se souhrn těchto veličin, celek, označuje jako neživá příroda.
Abiotické faktory příznivě nebo nepříznivě ovlivňují výskyt a dynamiku organismů biocenózy. Poškození organismů způsobená abiotickými faktory prostředí nejsou infekčního charakteru (přenosná). Jsou-li abiotické faktory prostředí přechodného charakteru a jejich vliv nezpůsobuje trvalá poškození organismů (např. chladno, nikoliv však mráz), pak jakmile pomine jejich vliv, organismy se zpravidla regenerují. Hlavní negativní význam abiotických faktorů nespočívá pouze v poruchách a poškození rostlin, ale také v oslabení organismů a zvýšení pravděpodobnosti jejich napadení chorobami a škůdci. Abiotické faktory často mění reakce a jejich rychlost organismů a tím průběh a stupeň výskytu patogenů.